# Hochsimmer

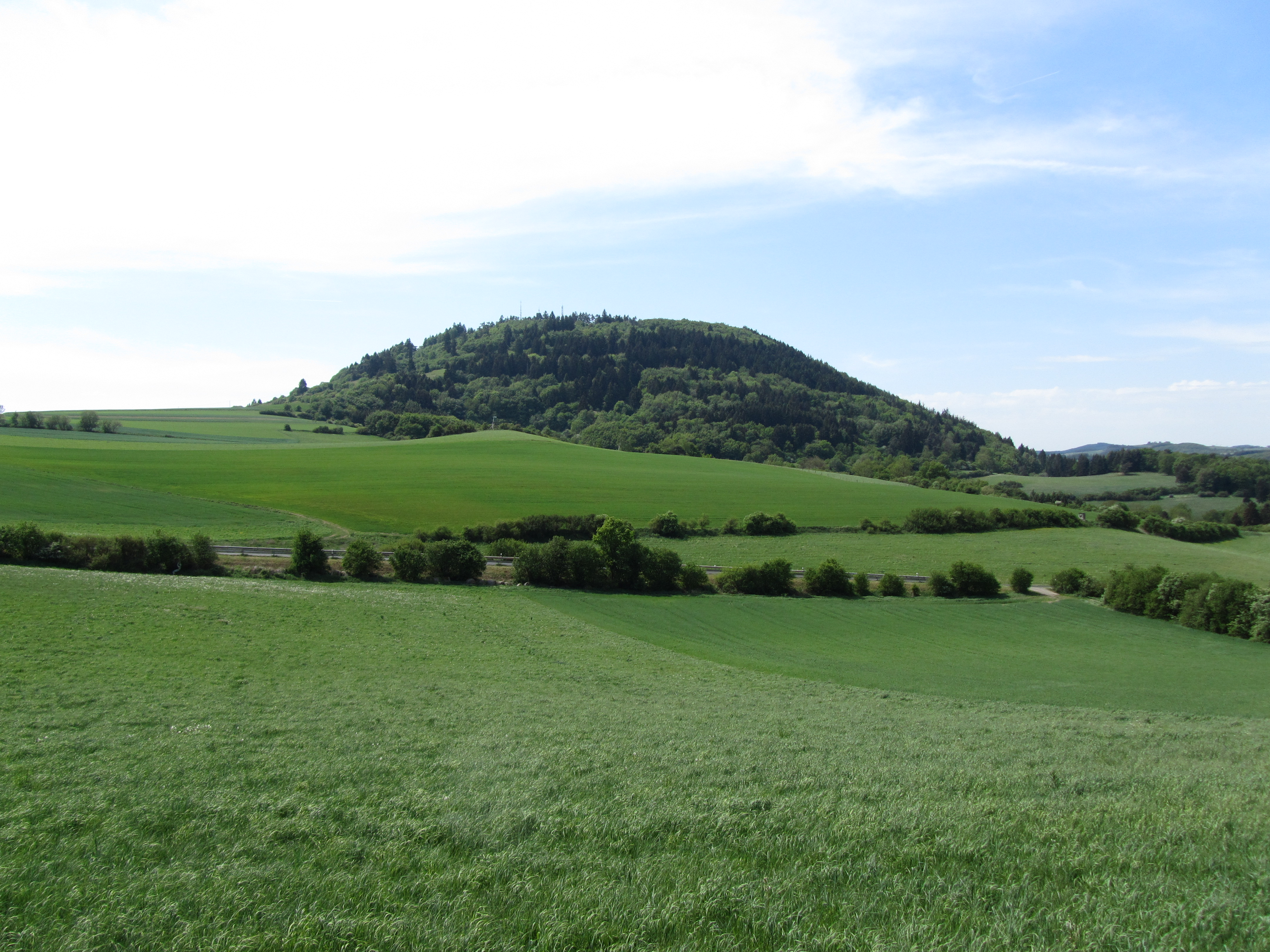
Blick von der L 82 (Ettringen–Bell) westsüdwestwärts zum Hochsimmer

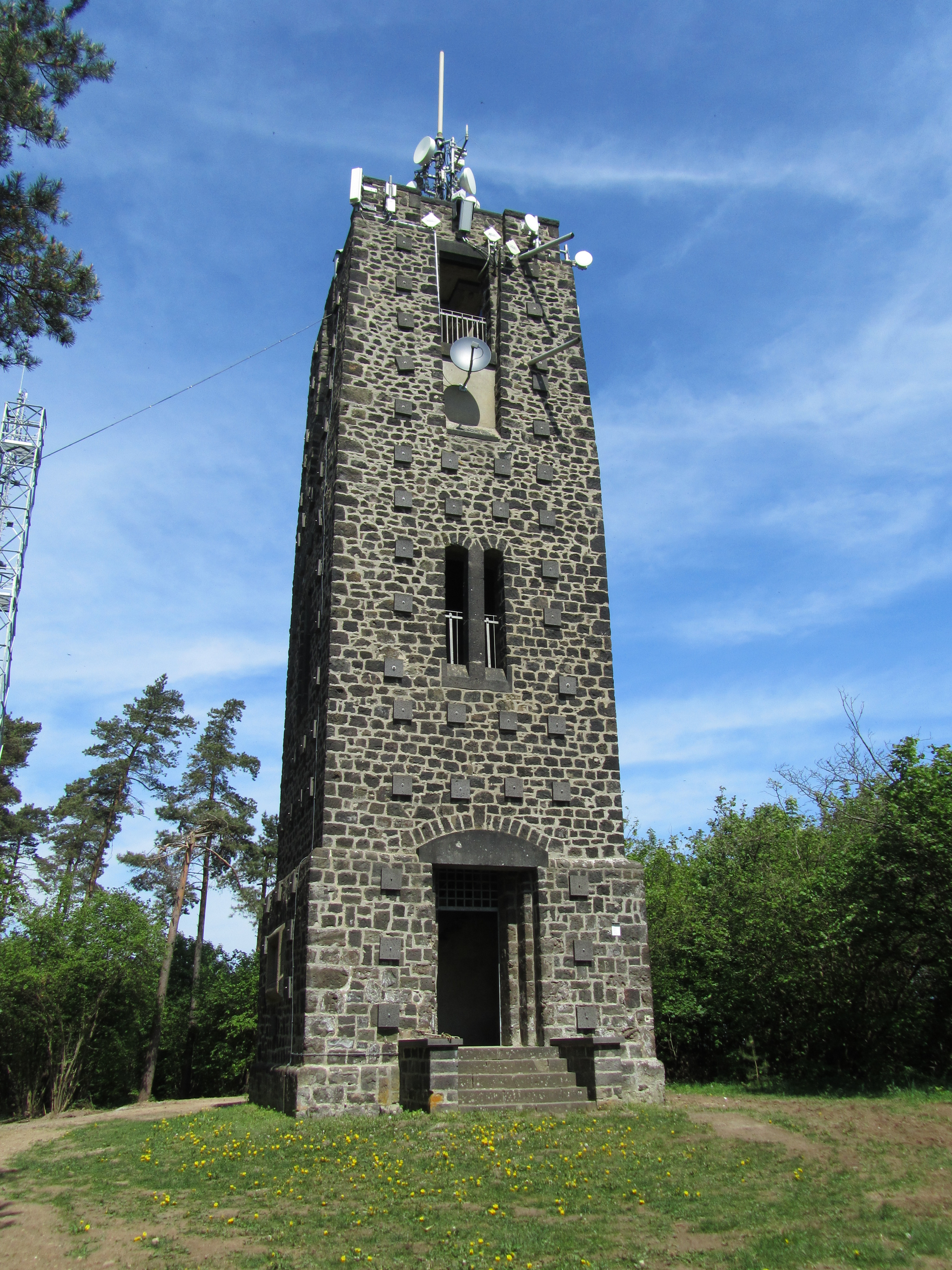
Hochsimmerturm (AT)

Der Hochsimmer ist ein 587,9 m ü. NHN hoher Vulkankegel der Eifel. Er liegt bei Ettringen im rheinland-pfälzischen Landkreis Mayen-Koblenz (Deutschland). Auf ihm steht der Aussichtsturm Hochsimmerturm.

## Geographie

### Lage
Der Hochsimmer erhebt sich innerhalb der Hohen Eifel (Osteifel) rund 1,7 km westnordwestlich des Kernorts der Gemeinde Ettringen, deren Gemeindegrenze zum südlich des Berges gelegenen St. Johann im Gipfelbereich genau über den Bergrücken verläuft. Vorbei an seinem Westfuß fließt etwa in Nord-Süd-Richtung ein Mittellaufabschnitt des Rhein-Zuflusses Nette. Durch deren Tal führt die Landesstraße 83, die Weibern im Nordwesten mit Mayen im Südosten verbindet. Am Ostfuß des Bergs liegt an der nach Bell führenden L 82 Ettringen, an seinem Südfuß befindet sich St. Johann.
Der Hauptwanderweg 1 des Eifelvereins führt auf seiner 5. Etappe von Maria Laach kommend über den Hochsimmer und weiter zur Hammesmühle im Nettetal.

### Naturräumliche Zuordnung
Der Hochsimmer liegt auf der Grenze der naturräumlichen Haupteinheitengruppen Mittelrheingebiet (29) mit der Haupteinheit Unteres Mittelrheingebiet (292), der Untereinheit Laacher Vulkane (292.0) und dem Naturraum Ettringer Vulkankuppen (292.01) im Osten und Osteifel (Nr. 27) mit der Haupteinheit Östliche Hocheifel (271), der Untereinheit Hohe-Acht/Nitz-Nette-Bergland (271.2) und dem Naturraum Nitz-Nette-Wald (271.21) im Westen. Nach Norden leitet die Landschaft in die Untereinheit Kempenicher Tuffhochfläche (271.1) und nach Süden in den Naturraum Mayener Kessel (291.25) über, der in der Haupteinheit Mittelrheinisches Becken (291) zur Untereinheit Maifeld-Pellenzer Hügelland (291.2) gehört.

### Berghöhe und Bergkuppen
Der Hochsimmer besitzt zwei Kuppen: die Westkuppe (⊙) ist 587,9 m und die Ostkuppe (⊙) 583,3 m hoch. Etwa 600 m südwestlich des Berggipfels schließt sich der Kleine Simmer (514,7 m) an.

## Schutzgebiete
Auf dem bewaldeten Hochsimmer liegen das Naturschutzgebiet Hochsimmer (CDDA-Nr. 81899; 1973 ausgewiesen; 2,4914 km² groß) und Teile des Landschaftsschutzgebiets Rhein-Ahr-Eifel (CDDA-Nr. 323834; 1980; 925,8651 km²).

## Türme
Auf der Ostkuppe des Hochsimmers steht auf der Gemarkung von St. Johann der 18 m hohe Hochsimmerturm, ein von 1909 bis 1911 erbauter Aussichtsturm. Von seiner Aussichtsplattform fällt der Blick in Östliche Hocheifel, in das Mittelrheinische Becken und hinab nach Ettringen; bei guten Sichtbedingungen reicht er bis zum Kölner Dom. Etwa 30 m nordwestlich des Hochsimmerturms steht ein Sendeturm, etwa 25 m südlich ein Sendemast.

## Galerie

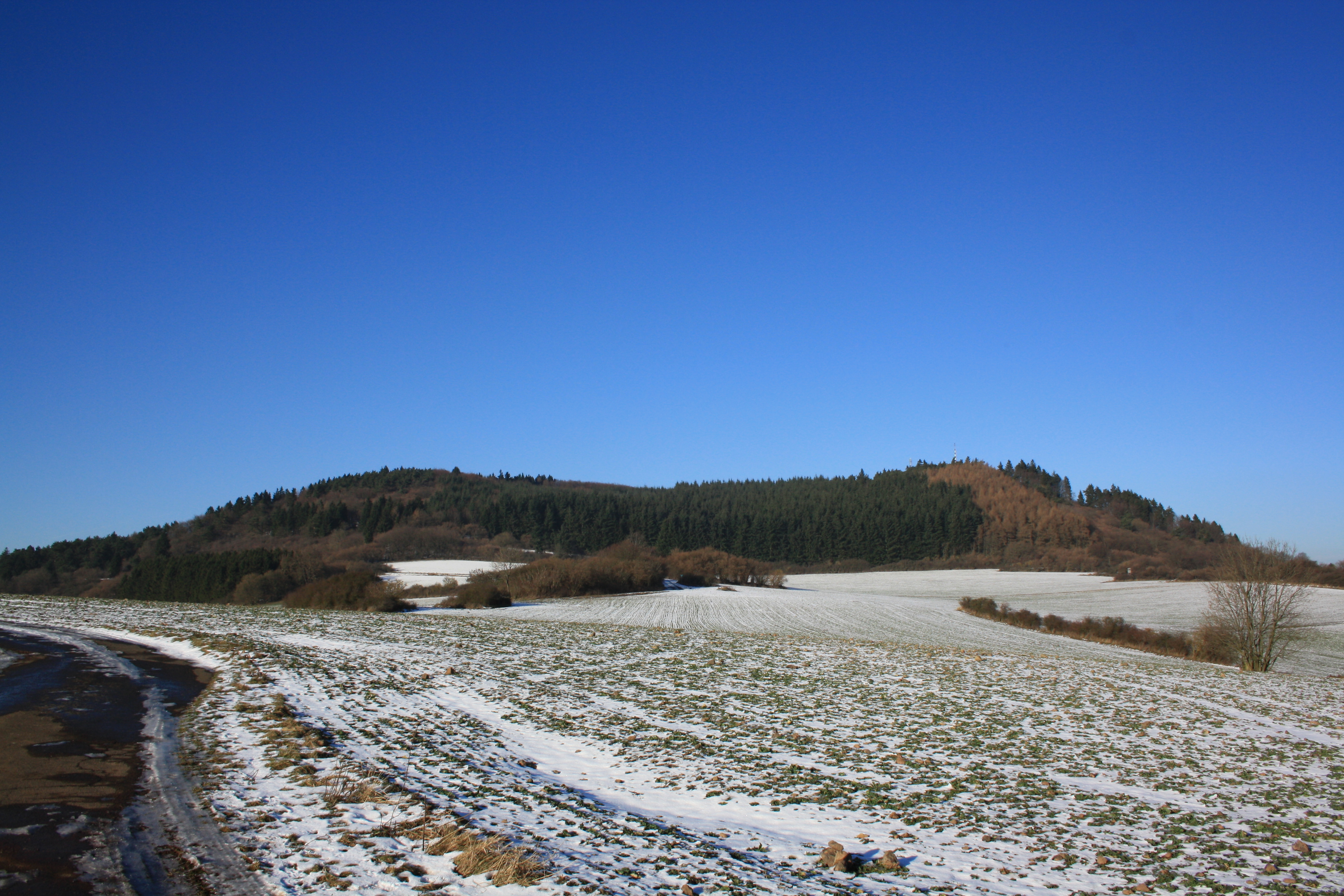
Hochsimmer von Süden
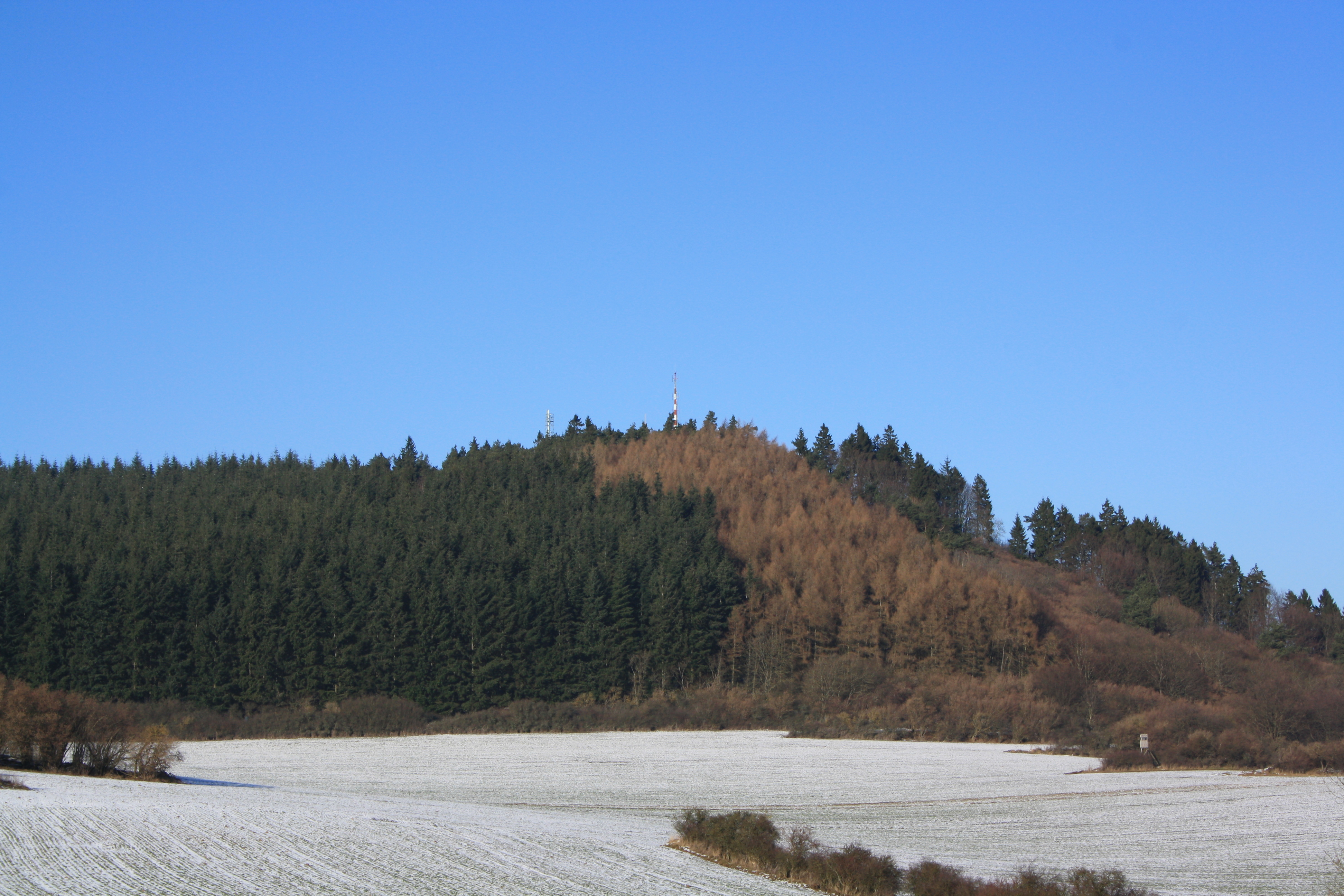
Ostkuppe von Süden
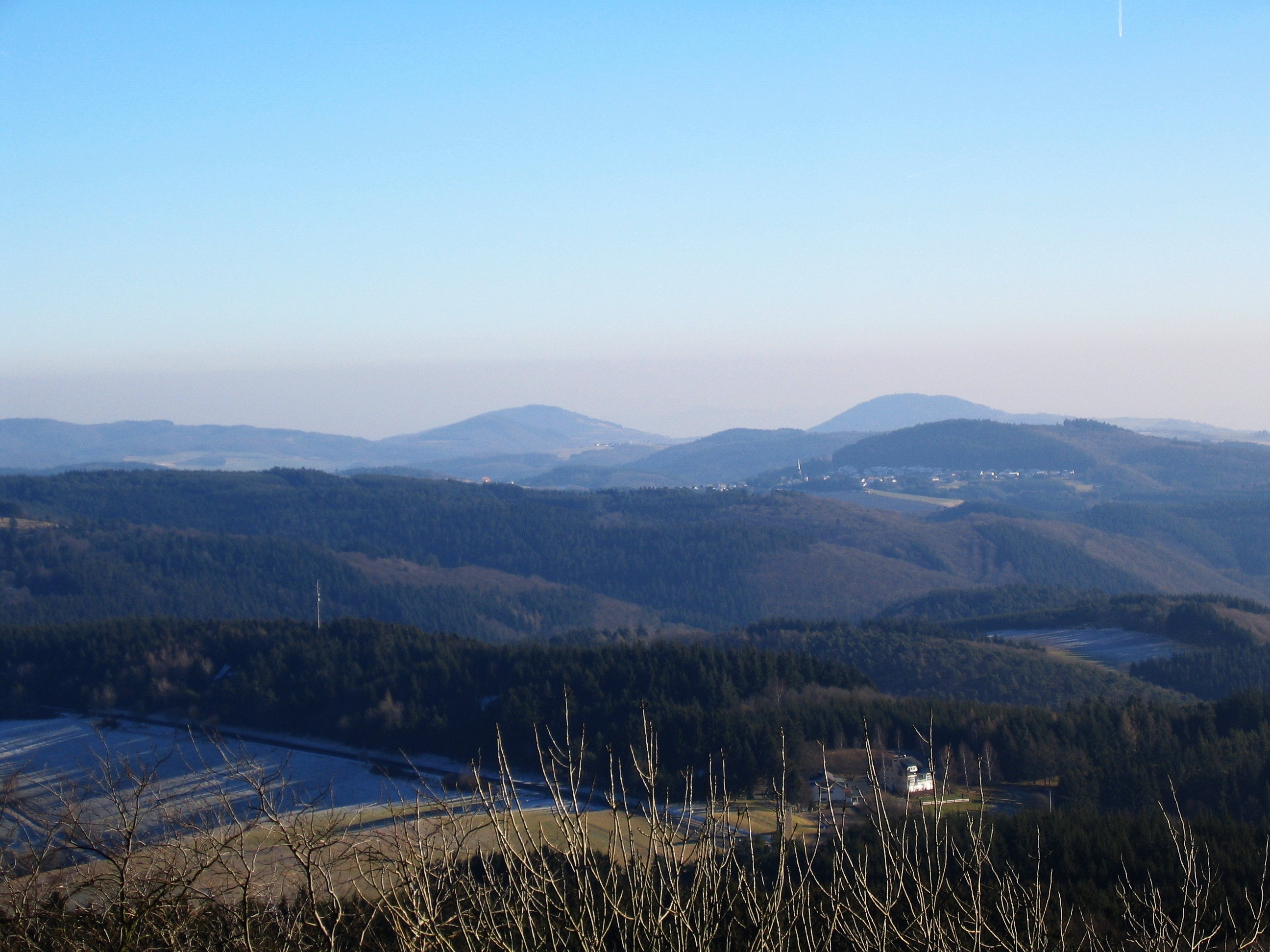
Hochsimmer (rechts), gesehen von der Hohen Acht
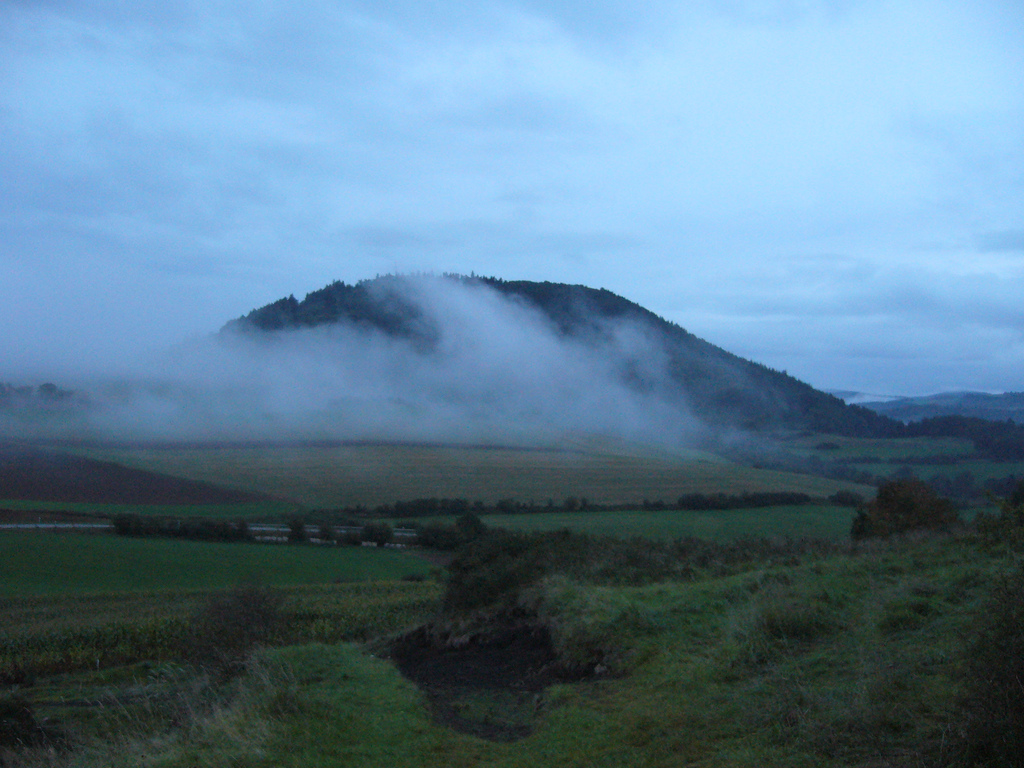
Ansicht vom Hochstein